# 중국 국가항천국
국가항천국(중국어 간체자: 国家航天局, 병음: zhōngguó guójiā hángtiānjú, 영어: China National Space Administration, CNSA)은 중화인민공화국의 우주 개발을 총괄하는 중화인민공화국의 국가기관이다. 중국 공산당이 운영하는 공업정보화부 산하 기관이다. 본부는 베이징의 하이뎬구에 있다.
짧은 역사에도 불구하고 국가항천국은 창어 4호를 통해 달 뒷면에 착륙한 첫 번째 우주기구가 되었고, 창어 5호로 달에서 물질을 가져오고, 톈원 1호로 화성에 탐사선을 착륙시키는 등 우주에서 많은 업적을 개척했다.
중국 유인우주계획은 중국국가항천국이 아닌 중국 유인우주국(CMSA)이 주관하고 있다.

## 역사
중국국가항천국 설립 이전에는, 중국항공항천공업부(MOS)가 중화인민공화국의 우주 개발을 담당하고 있었다. 1992년 이후 개혁개방을 한층 더 추진한 중국 정부는, 국가의 예산에 의지하지 않는 사업 수익에 의한 독립 채산 운영을 목표로 해, 1993년 6월에 중국국가항천국과 중국항천과기집단공사(CASC)를 설립했다. 전자는 국가기관으로서 정책을 담당하고, 후자는 국영기업으로서 그 운용을 담당한다고 여겨진다. 양자의 목적이나 운영 형태는 다르지만, 양자 사이의 지도부나 인원에게 공통 부분이 많아, 실질적으로는 동일 조직이다.

## 같이 보기
- 중국우주프로그램(영어판)
- 중국항천과기집단공사(CASC)
- 주취안 위성발사센터(JSLC)
- 타이위안 위성발사센터(TSLC)
- 시창 위성발사센터(XSLC)
- 원창 위성발사센터(WSLC)
- 한국항공우주연구원(KARI)
- 미국 항공우주국(NASA)
- 러시아 연방 우주국(Roscosmos)
- 일본 우주항공연구개발기구(JAXA)
- 유럽 우주국(ESA)
- 인도우주연구기구(ISRO)
- 각 국의 우주개발 전담 부서 (영어)